# 刘晓东 (1988年)
刘晓东（1988年6月14日—），原名刘宇龙，是一名中国足球运动员，现效力中国足球超级联赛球队长春亚泰，司职中场。

## 俱乐部生涯
1997年，刘晓东进入长春亚泰梯队，2008年被高洪波提升至一线队。2008年4月27日，他在长春亚泰客场1比0击败武汉光谷的比赛中首发登场，上演职业生涯首秀。6月25日，他射进职业生涯的首个进球，帮助长春亚泰2比1击败深圳上清饮，他也成为首名为长春亚泰射进顶级联赛进球的长春籍球员。刘晓东在职业生涯的第一个赛季即获得16次出场机会，在联赛中共出场729分钟，是球队的主要替补队员。2009赛季，刘晓东获得更多的首发机会，并在6月20日在主场对阵广州医药的比赛中射进一球，并逼迫对手后卫李志海自摆乌龙（在赛后的官方统计中，这个球被记在刘晓东名下），帮助长春亚泰2比0击败对手。

## 国家队生涯
2011年3月，刘晓东首次进入中国国家足球队的集训名单。3月29日，他在中国3比0击败洪都拉斯的国际友谊赛最后时刻替补蒿俊闵出场，首次代表国家队亮相。